# Espace (typographie)
Pour les articles homonymes, voir Espace.
Une espace (nom féminin) est, en typographie, un caractère particulier qui permet d’insérer un intervalle vide dans le texte. L’espace sert le plus souvent de séparateur de mots. Une espace est parfois appelée un blanc.

## Genre du mot
Le mot « espace » est féminin pour désigner le caractère,,, c’est-à-dire l’élément physique, caractère en plomb (ou, par extension, son code dans des systèmes informatiques tels que l'ASCII ou l'Unicode),,, et masculin dans les autres cas, comme pour l’espace avant (ou après) un paragraphe, l’espace autour d’une illustration, l’espace disponible sur une page…
En ancien français et en moyen français, ce mot, au sens d'« intervalle », avait les deux genres,.
Le Trésor de la langue française informatisé précise que le mot espace au féminin peut désigner le caractère affiché par métonymie du tampon utilisé en imprimerie. Le substantif « espace » reste donc masculin dans ses autres emplois en typographie : il peut désigner précisément la surface vide autour du dessin d’une lettre (la somme des surfaces vides horizontales entre deux lettres consécutives s’appelle alors l’approche, celle-ci pouvant même être négative ou nulle, avec certaines paires de lettres telles que « VA »), ou encore la surface inutilisée dans une page. La chasse ou « avance » correspond aussi à l'espace total pris horizontalement par un caractère, c’est-à-dire la somme de l’approche réservée à droite et à gauche et l'empreinte visible. De même, l’espace entre deux lignes est un mot masculin. Au sens spécialisé référencé dans cet article, « espace » est en revanche toujours féminin.

## Utilisation
L’espace sert le plus souvent de séparateur de mots, rôle qui, dans l’épigraphie occidentale, pouvait être tenu par un point médian (par exemple : « Ceci·est·un·exemple·de·texte »). Dans la tradition manuscrite occidentale ancienne comme dans l’épigraphie, il était très fréquent que les mots ne soient pas séparés (par exemple : « Ceciestunexempledetexte »).
Dans un ouvrage de typographie datant de 1826 on trouve : « Le point se place après la lettre, sans être précédé d'une espace. On met une espace d’un point et demi avant la virgule, le point-virgule, le point d’exclamation et le point d’interrogation. Avant le deux-points on met autant de blanc qu’après ». Cette citation montre une obsolescence en ce qui concerne l’espace devant la virgule, laquelle n’est plus d'usage.
L’espace est aussi utilisée en français comme séparateur de milliers lorsqu'on écrit les nombres en chiffres. C’est une espace fine insécable qui est utilisée dans ce cas.

## Valeur
La valeur de l’espace mots des polices numériques est généralement conçue par les créateurs de caractères, soit équivalente à la moitié de la valeur de chasse d’un chiffre tabulaire, dessiné sur un demi-cadratin.

## Variations
Les espaces typographiques suivantes sont des subdivisions du cadratin. Leur comportement diffère selon l’environnement et le jeu de caractères utilisé :
- en photocomposition, elles sont toutes insécables[9] ;
- dans Unicode, elles sont toutes sécables[10]. Elles deviennent insécables quand elles sont précédées et suivies du caractère[11] U+2060 ⁠ gluon .

On distingue :
- le cadratin, parfois nommé indentation, blanc dont la largeur égale la force de corps du caractère utilisé, et a approximativement la valeur de la largeur du caractère M (qui a en fait 15/18 cadratin) ; le cadratin est parfois assimilé à la largeur d’un double chiffre tabulaire 0 (00) bien que théoriquement ceux-ci occupent quatre tiers de cadratin ; en typographie anglaise, il sert normalement pour séparer deux phrases sur la même ligne, et il peut être utilisé une ou plusieurs fois en tête de paragraphe pour en améliorer la séparation visuelle lorsque les paragraphes ne sont pas séparés par un interlignage augmenté ;
- les deux tiers de cadratin, espace numéral, qui sert à aligner des colonnes de chiffres à avance fixe ; il correspond souvent aussi à l’avance moyenne des lettres et ponctuations basses comme le n ou la virgule ;
- le demi-cadratin, parfois appelé grosse espace, était la plus petite espace pouvant séparer deux mots sur une même ligne. En typographie numérique, le demi-cadratin est la valeur de référence pour les chiffres tabulaires ;
- le tiers de cadratin, parfois nommé espace justifiante, qui sert à augmenter l’espace séparant les mots en cas de justification de ligne ; il correspondait souvent à l’avance du point de ponctuation. Il est désormais obsolète avec la typographie numérique, car l’inter-mot est conçu d’une valeur proche d’un quart de cadratin par les créateurs de caractères ;
- le quart de cadratin, nommé à l’époque du plomb espace fine en typographie française. En typographie numérique, il est désormais la référence pour la conception de l’inter-mot. Une espace fine en typographie numérique sera donc plus proche d’un cinquième de cadratin ou même d’un huitième de cadratin ;
- le cinquième de cadratin, parfois nommé espace fine en typographie anglaise, mais le plus souvent optionnel sauf en typographie soignée ;
- le sixième de cadratin, qui sert à modifier l’espace séparant les mots ou les lettres en cas de justification précise de ligne ; il est désormais obsolète avec la typographie numérique qui permet d’ajuster les approches plus précisément ;
- le huitième de cadratin, aussi nommé espace fine en typographie française.

## Typographie informatique
Sur un clavier d'ordinateur, la touche permettant d’insérer une espace est la barre d’espace. Sur de nombreuses dispositions de clavier, d’autres espaces sont accessibles quand cette touche est combinée avec des modificatrices.
L’espace normale, aussi appelée espace mots, est sécable et justifiante. Le moteur de rendu peut ainsi la remplacer par un saut de ligne automatique, et il peut étirer toutes les espaces mots d’une ligne pour aligner tous les débuts et fins de ligne sur les marges gauche et droite. Dans la justification complète, il peut aussi les comprimer légèrement.
Dans la plupart des régions francophones, la composition soignée des grandes ponctuations (doubles ou hautes, bipoints, mais aussi tirets) est particulière en ce qu’elle nécessite deux espaces supplémentaires :
- une espace mots insécable, qui, en justification, est traitée de la même manière que l’espace mots, et qui dans Unicode est U+00A0, sauf que les traitements de texte en font une espace insécable de largeur fixe[13]  ;
- une espace fine insécable, qui a fini par être encodée à U+202F[14].

Jusqu’au tournant du millénaire, l’espace fine (insécable) qui est requise en français entre un mot et la grande ponctuation qui le suit – le deux-points dans certaines marches typographiques, le point-virgule, le point d’exclamation et le point d’interrogation – n’existait pas dans les jeux de caractères codés, parce que U+2009 espace fine n’est pas insécable dans Unicode, et parce que U+202F espace fine insécable n’entra dans Unicode qu’en 1999. Les différentes régions de la francophonie ne palliaient pas ce manque de la même manière :
- au Canada, en français, on préfère l’absence d’espace à l’espace mots insécable faute d’espace fine insécable, excepté devant le deux-points et avec les guillemets, où c’est l’espace mots insécable qui est la norme[18]. Par exemple :
  - Usage canadien[19] : « Quoi? Elle a dit : “Ma mère est brésilienne; mon père chinois.” C’est cosmopolite! »
- En France et dans la plupart des pays francophones d’Europe, on a pris l’habitude de remplacer l’espace fine insécable par une espace mots insécable. Par exemple :
  - Usage français[20],[21],[22],[23] : « Quoi ? Elle a dit : « Ma mère est brésilienne ; mon père chinois. » C’est cosmopolite ! »[24]
  - Usage dans la presse française[25] : « Quoi ? Elle a dit : “Ma mère est brésilienne ; mon père chinois.” C’est cosmopolite ! »[26]
- En Suisse, où l’espace fine insécable est généralisée à tous les signes de ponctuation doubles, on préfère en général ne pas mettre d’espace du tout si l’espace fine n’est pas disponible[27].
  - Usage suisse : «Quoi? Elle a dit: ‹Ma mère est brésilienne; mon père chinois.› C’est cosmopolite!»

Grâce à l’utilisation d’Unicode, l’espace fine insécable est maintenant accessible dans tous les logiciels qui utilisent un codage basé sur les fonctionnalités étendues d’Unicode (par exemple l’encodage UTF-8 crée en 1996).
La typographie informatique (photocomposition, PAO) et les logiciels de traitement de texte utilisent des espaces insécables, qui permettent d’éviter le renvoi maladroit, en début ou en fin de ligne, d’éléments séparés par une espace mais qui ne doivent pas être disjoints par un retour à la ligne. Il s’agit des grandes ponctuations (? ! : ; « » ‹ ›), des nombres à partir de mille (exemple : 10 000), des abréviations de civilités suivies d’un nom de personne : M., Me, etc.). Cette espace n’existe pas dans l’imprimerie mécanique manuelle : le texte n’étant pas tapé au kilomètre mais composé ligne par ligne, il n’y a aucune raison d’empêcher un renvoi malencontreux, car le typographe-compositeur s’en occupe personnellement.

### Langage HTML
Il existe plusieurs manières d’afficher une espace en langage de balisage d’hypertexte HTML. Les chaînes préfixées par une esperluette et suffixées par un point-virgule sont les entités de caractères SGML correspondantes : entités nommées ; avec en plus un croisillon : entités numériques décimales ; avec en plus une minuscule x : entités numériques hexadécimales, utilisant le point de code du caractère dans Unicode.
| nom                                            | glyphe                           | point de code Unicode | entité HTML               | commentaire / définition |
| ---------------------------------------------- | -------------------------------- | --------------------- | ------------------------- | --- |
| espace                                         | Oo                               | U+0020                | &sp; &#32; &#x20;         | espace normale, espace sécable, dite aussi « espace-mot » |
| espace insécable                               | Oo                               | U+00A0                | &nbsp; &#160; &#xA0;      | no-break space en anglais, pour espace insécable, &#xA0;, ou &#160;. Pour saisir le caractère sous Microsoft Windows, on peut utiliser la méthode d’entrée Alt + pavé numérique : « alt+0160 ». |
| espace fine sécable                            | Oo                               | U+2009                | &thinsp; &#8201; &#x2009; | thin space en anglais, &#x2009; (ou &#8201;) |
| espace fine insécable                          | Oo                               | U+202F                | &#8239; &#x202F;          | espace insécable étroite dans la traduction française d’Unicode, (&nnbsp; narrow non-breaking space en anglais défini dans certains types de documents SGML, n’est pas standardisé en HTML5, mais parfois reconnu sur certains navigateurs[réf. nécessaire]) |
| espace cadratin                                | Oo                               | U+2003                | &emsp; &#8195; &#x2003;   | de la largeur d’un « m », normalement. |
| espace demi-cadratin                           | Oo                               | U+2002                | &ensp; &#8194; &#x2002;   | de la largeur d’un « n », normalement. Cette espace n'est pas étirable dans un texte justifié. |
| 1⁄3 cadratin                                   | Oo                               | U+2004                | &emsp13; &#8196; &#x2004; | Cette espace n'est pas étirable dans un texte justifié. |
| 1⁄4 cadratin                                   | Oo                               | U+2005                | &emsp14; &#8197; &#x2005; | Cette espace n'est pas étirable dans un texte justifié. |
| 1⁄6 de cadratin                                | Oo                               | U+2006                | &#8198; &#x2006;          | |
| espace ultra-fine                              | Oo                               | U+200A                | &hairsp; &#8202; &#x200A; | |
| espace tabulaire insécable                     | Oo12 456Oo Oo1 34 6Oo Oo1+34−6Oo | U+2007                | &numsp; &#8199; &#x2007;  | Cette espace, de nom Unicode espace tabulaire (ou figure space, en anglais), est insécable et de la largeur d’un chiffre (lorsque les chiffres ont une chasse fixe) et la largeur des signes plus et moins, « + » et « − ». L’entité &numsp;, qui la représente, est définie comme entité W3C et HTML5. Note : le symbole mathématique « moins » (« − »), de la largeur d’un chiffre, est le caractère Unicode U+2212. Il est également défini comme l’entité HTML « &minus; ». |
| espace, symbole visuel pour l’espace           | Oo␢Oo                            | U+2422                | &#x2422;                  | Ce glyphe est une représentation visuelle, utilisée lorsque l’on souhaite matérialiser graphiquement une espace. Ce symbole, nommé en Unicode symbole visuel pour l'espace (ou blank symbol, en anglais), est codé &#x2422; (&#9250;) en HTML. |
| espace, symbole visuel pour l’espace           | Oo␣Oo                            | U+2423                | &#x2423;                  | Ce glyphe est une représentation visuelle, utilisée lorsque l'on souhaite matérialiser graphiquement une espace. Ce symbole, nommé en Unicode boîte ouverte (ou open box, en anglais), est codé &#x2423; (&#9251;) en HTML. L’entité &blank; qui la représente est définie comme entité W3C et HTML5. |
| espace, symbole visuel pour l’espace insécable | Oo⍽Oo                            | U+237d                | &#x237d;                  | Ce glyphe est une représentation visuelle, utilisée lorsque l'on souhaite matérialiser graphiquement une espace insécable. Ce symbole, nommé en Unicode boîte ouverte à épaulement (ou shouldered open box, en anglais), est codé &#x237d; (&#9085;) en HTML. |

Rappel : &#<nombre décimal>; est l’entité numérique décimale, &#x<nombre hexadécimal>; (quatre caractères) est une notation hexadécimale (par exemple : &#8239; et &#x202F;. Le nombre « 8239 » est la conversion en base 10 de l’hexadécimal « 202F » base 16 — et inversement). Le point-virgule final fait partie intégrante de la notation.

### Unicode
De nombreux caractères Unicode correspondent à des espaces typographiques ; outre l’espace usuelle, codée U+0020, et accompagnée de la remarque « le mot espace est féminin en typographie », il faut retenir en particulier l’espace fine insécable U+202F, indispensable pour écrire en français correctement selon Unicode. L’espace-mot éthiopienne, codée U+1361 et catégorisée comme ponctuation, a la forme d’un deux-points de l’écriture latine, ou d’un demi-point de l’écriture éthiopienne.

## Espace en chinois, japonais et coréen
En chinois, japonais et coréen (CJC), l’espace est codée U+3000 et a la largeur standard d’un idéogramme. Elle est utilisée depuis le XVIIIe siècle pour séparer certains mots, en particulier les noms propres, risquant d'avoir des lectures ambigües. C’est notamment le cas de l'espace en japonais. Liste complète des codes de l’espace idéographique :
| Unicode | JIS X 0213 | Entité HTML       |
| ------- | ---------- | ----------------- |
| U+3000  | 1-1-1      | &#12288; &#x3000; |